# Erich Seeberg
Erich Seeberg, född 8 oktober 1888 i Dorpat, död 26 februari 1945 i Ahrenshoop, Pommern, var en tysk teolog. Han var son till Reinhold Seeberg.

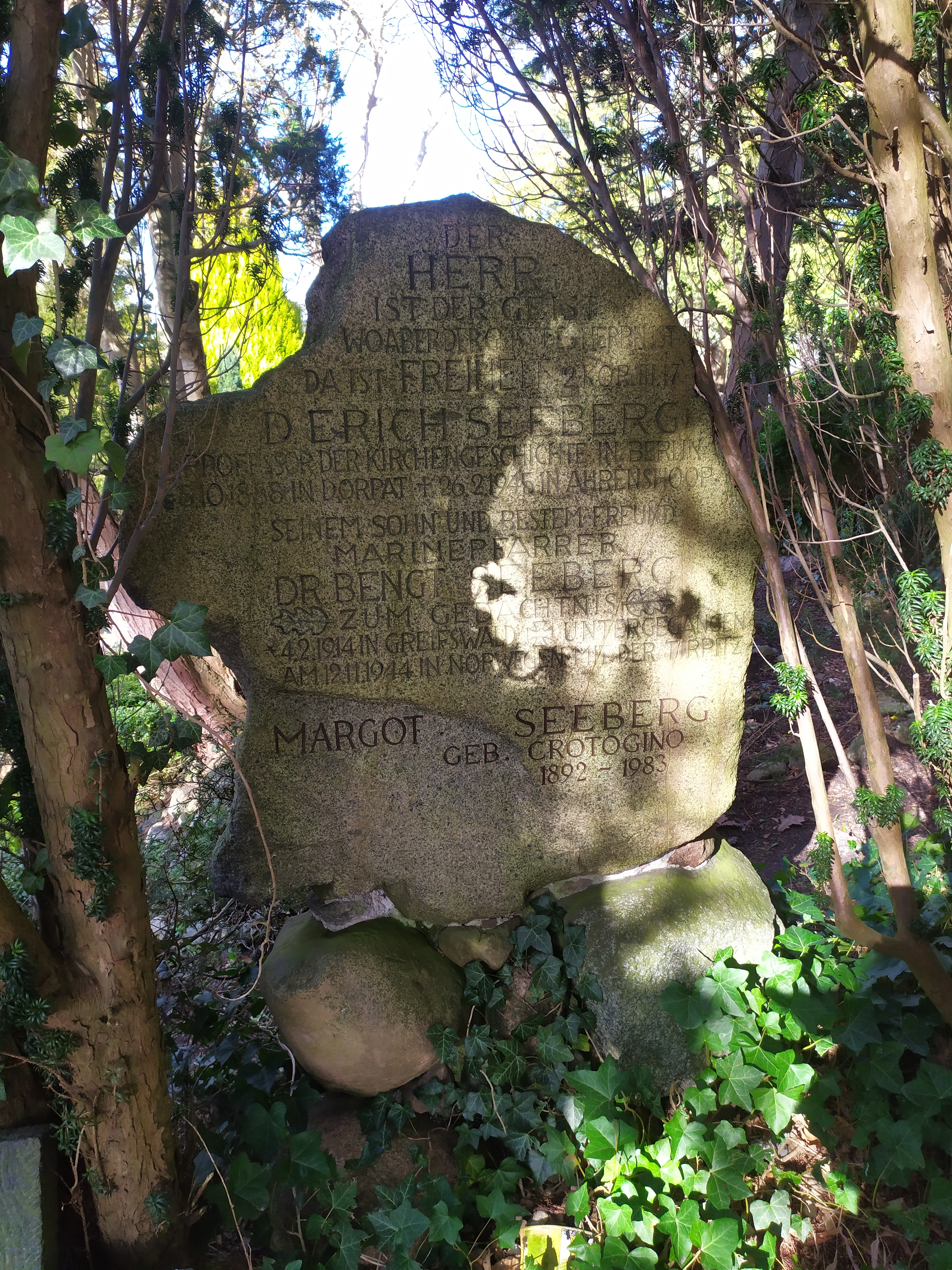

Seeberg blev e.o. professor i Breslau 1919, ordinarie professor i Königsberg i kyrko- och dogmhistoria 1920, i Breslau 1924, i Halle 1926, i Berlin 1927, där han efterträdde Karl Holl. 
Under första världskriget tjänstgjorde han som fältpräst. Efter krigsslutet medverkade han till grundandet av det pronazistiska trossamfundet Deutsche Christen.